# Montalto Uffugo
Montalto Uffugo es una localidad y comune italiana de la provincia de Cosenza, región de Calabria, con 19.942 habitantes.

## Historia
En ella se ambienta la ópera Pagliacci de Ruggero Leoncavallo.

## Evolución demográfica
| Gráfica de evolución demográfica de Montalto Uffugo entre 1861 y 2001 |
|                                                                       |
| Fuente ISTAT - elaboración gráfica de Wikipedia                       |